# We Are the People (Martin Garrix)
We Are the People is een nummer van de Nederlandse dj Martin Garrix uit 2021, met vocalen van U2-zanger Bono, en U2-gitarist The Edge op gitaar. Het nummer werd gebruikt als officieel nummer voor het EK 2020.

## Achtergrondinformatie
Naar eigen zeggen voelde Garrix een enorme druk om een perfect nummer af te leveren voor het EK. Ter inspiratie luisterde hij vorige themaliederen van het EK terug. Garrix schreef samen met een vriend een demo. De twee vonden de gitaarrif in de intro op U2 lijken. Toen iemand grapte dat Bono de zang voor zijn rekening moest nemen, en op advies van zijn manager nam Garrix contact op met het team van U2. Die avond bevestigden Bono en The Edge aan Garrix dat er een samenwerking zou komen, waar Garrix zeer verheugd over was. Garrix schreef zelf de muziek. Van de tekst die Garrix had bedacht veranderde Bono elk woord tijdens het maakproces, zei Garrix er zelf over. Volgens Garrix heeft Bono de tekst meer betekenis gegeven. Toen het EK vanwege de coronapandemie een jaar werd doorgeschoven, werd ook de lancering van het nummer uitgesteld. De tekst werd nog voor de coronacrisis geschreven, maar was volgens Garrix tijdens de coronacrisis actueler dan ooit.

## Hitlijsten
"We Are the People" werd in diverse Europese landen een hit. Het nummer werd een top 10-hit in het Nederlandse taalgebied, met een 2e positie in de Nederlandse Top 40 en een 6e positie in de Vlaamse Ultratop 50. In Ierland, het thuisland van U2, flopte het nummer echter met een 74e positie.
- MusicBrainz release group: 572abddc-7910-490e-b30d-9c453d206299